# Eropo I da Macedónia
Eropo I ou Aéropo I da Macedónia foi rei da Macedónia, e reinou por vinte anos, de acordo com Eusébio de Cesareia.
Nas duas listas de reis da Macedónia em Eusébio de Cesareia, a primeira, atribuída a Diodoro Sículo, e a segunda, atribuída a outros historiadores, Eropo I sucede a Filipe I, reina por vinte anos, e é sucedido por Alcetas I. Segundo Juniano Justino, seu sucessor foi Amintas I, que, de acordo com Heródoto, era filho de Alcetas I.
Ele foi o filho de Filipe I e o pai de Alcetas I.
Seu pai, Filipe I, morreu muito cedo, e Eropo ainda era um bebê quando se tornou rei. Os macedônios estavam em guerra contra os trácios e os ilírios, levando o terror aos seus vizinhos por sua reputação. Os ilírios, porém, desprezando a pouca idade do rei, atacaram os macedônios e os derrotaram. Os macedônios trouxeram o berço do rei para a batalha, e, motivados pela presença do rei atrás de suas linhas e para não deixar seu rei cair como cativo, derrotaram os ilírios, mostrando que haviam perdido antes não por falta de coragem, mas por falta de um rei.